# 1988 en astronautique
Chronologie de l'astronautique
- 1984
- 1985
- 1986
- 1987
- 1988
- 1989
- 1990
- 1991
- 1992

Cette page présente une chronologie des événements qui se sont produits pendant l'année 1988 dans le domaine de l'astronautique.

## Synthèse de l'année 1988

### Nouveaux lanceurs
L'année 1988 voit le premier vol de la navette spatiale soviétique Bourane, lancée en réponse au programme américain de navettes spatiales.

## Programmes spatiaux nationaux

### Chronologie

#### Janvier
| Date            | Lanceur       | Base de lancement | Type                   | Charge utile     | Notes                                                |
| 6 janvier 1988  | Tsiklon-3     | Baïkonour         | Orbite basse           | Tselina-D        | Satellite d'écoute électronique                      |
| 15 janvier 1988 | Tsiklon-3     | Baïkonour         | Orbite basse           | Strela x 3-3     | Satellites de télécommunications                     |
| 18 janvier 1988 | Proton-K/DM-2 | Baïkonour         | Orbite géostationnaire | Gorizont No. 25L | Satellite de télécommunications ; Échec du lancement |
| 20 janvier 1988 | Soyouz-U2     | Baïkonour         | Orbite basse           | Progress 34      | Ravitaillement station spatiale                      |
| 26 janvier 1988 | Soyouz-U-PVB  | Baïkonour         | Orbite basse           | Zenit-8 Oblik    | Satellite de reconnaissance                          |
| 30 janvier 1988 | Tsiklon-3     | Baïkonour         | Orbite polaire         | Meteor-2         | Satellite météorologique                             |

#### Février
| Date            | Lanceur       | Base de lancement | Type                   | Charge utile                | Notes                                         |
| 3 février 1988  | Atlas E       | Vandenberg        | Orbite héliosynchrone  | DMSP F-9                    | Satellite météorologique militaire            |
| 3 février 1988  | Soyouz-U-PVB  | Baïkonour         | Orbite basse           | Iantar-4K2 Kobalt           | Satellite de reconnaissance                   |
| 8 février 1988  | Delta 3910    | Cape Canaveral    | Orbite basse           | TVE                         | Série d'expériences liées au SDI              |
| 17 février 1988 | Proton-K/DM-2 | Baïkonour         | Orbite moyenne         | GLONASS Ouragan x 3 No. 36L | Satellites de navigation ; Échec du lancement |
| 18 février 1988 | Soyouz-U-PVB  | Baïkonour         | Orbite héliosynchrone  | Resurs-F1 14F40 No. 106     | Observation de la Terre                       |
| 19 février 1988 | Soyouz-U-PVB  | Baïkonour         | Orbite basse           | Zenit-8 Oblik               | Satellite de reconnaissance                   |
| 19 février 1988 | H-1           | Tanegashima       | Orbite géostationnaire | Sakura 3A                   | Satellite de télécommunications               |
| 26 février 1988 | Molnia M      | Baïkonour         | Orbite de Molnia       | Oko                         | Satellite d'alerte précoce                    |

#### Mars
| Date         | Lanceur         | Base de lancement | Type                   | Charge utile        | Notes                             |
| 7 mars 1988  | Longue Marche 3 | Xichang           | Orbite géostationnaire | DFH-2A              | Satellite de télécommunications   |
| 10 mars 1988 | Soyouz-U-PVB    | Baïkonour         | Orbite basse           | Zenit-8 Oblik       | Satellite de reconnaissance       |
| 11 mars 1988 | Cosmos-3M       | Baïkonour         | Orbite basse           | Strela1M x 8-1M     | Satellites de télécommunications  |
| 11 mars 1988 | Molnia M        | Baïkonour         | Orbite de Molnia       | Molniya-1           | Satellite de télécommunications   |
| 11 mars 1988 | Ariane 3        | Kourou            | Orbite géostationnaire | Spacenet 3R         | Satellite de télécommunications   |
| 11 mars 1988 | Ariane 3        | Kourou            | Orbite géostationnaire | Telecom 1C          | Télécommunications                |
| 14 mars 1988 | Tsiklon-2       | Baïkonour         | Orbite basse           | US-A                | Satellite de reconnaissance radar |
| 15 mars 1988 | Tsiklon-3       | Baïkonour         | Orbite basse           | Tselina-D           | Satellite d'écoute électronique   |
| 17 mars 1988 | Vostok 8A92M    | Baïkonour         | Orbite héliosynchrone  | IRS-1A (en)         | Observation de la Terre           |
| 17 mars 1988 | Molnia M        | Baïkonour         | Orbite de Molnia       | Molniya-1           | Satellite de télécommunications   |
| 22 mars 1988 | Cosmos-3M       | Baïkonour         | Orbite basse           | Parus               | Satellite de navigation militaire |
| 23 mars 1988 | Soyouz-U2       | Baïkonour         | Orbite basse           | Progress 35         | Ravitaillement station spatiale   |
| 24 mars 1988 | Soyouz-U-PVB    | Baïkonour         | Orbite basse           | Iantar-4K2 Kobalt   | Satellite de reconnaissance       |
| 25 mars 1988 | Scout G-1       | San Marco         | Orbite basse           | San Marco 5         | Étude de la haute atmosphère      |
| 30 mars 1988 | Soyouz-U-PVB    | Baïkonour         | Orbite basse           | Iantar-4KS1 Terilen | Satellite de reconnaissance       |
| 31 mars 1988 | Proton-K/DM     | Baïkonour         | Orbite géostationnaire | Gorizont No. 26L    | Satellite de télécommunications   |

#### Avril
| Date          | Lanceur       | Base de lancement | Type                   | Charge utile      | Notes                                              |
| 5 avril 1988  | Cosmos-3M     | Baïkonour         | Orbite basse           | Strela-2M         | Satellite de télécommunications                    |
| 11 avril 1988 | Soyouz-U-PVB  | Baïkonour         | Orbite basse           | Zenit-8 Oblik     | Satellite de reconnaissance                        |
| 14 avril 1988 | Soyouz-U-PVB  | Baïkonour         | Orbite basse           | Foton No. 4L      | Expériences microgravité avevc véhicule de rentrée |
| 20 avril 1988 | Vostok 8A92M  | Baïkonour         | Orbite héliosynchrone  | Resours-O1 No. 2L | Observation de la Terre                            |
| 26 avril 1988 | Scout G-1     | Vandenberg        | Orbite basse           | Transit-O x 2     | Satellites de navigation                           |
| 26 avril 1988 | Proton-K/DM-2 | Baïkonour         | Orbite géostationnaire | Geofizika         | Détections explosions nucléaires ?                 |
| 27 avril 1988 | Soyouz-U-PVB  | Baïkonour         | Orbite basse           | Zenit-8 Oblik     | Satellite de reconnaissance                        |

#### Mai
| Date        | Lanceur       | Base de lancement | Type                   | Charge utile                | Notes                                 |
| 6 mai 1988  | Proton-K/DM   | Baïkonour         | Orbite géostationnaire | Ekran No. 31L               | Satellite de télécommunications       |
| 12 mai 1988 | Soyouz-U-PVB  | Baïkonour         | Orbite basse           | Iantar-4K2 Kobalt           | Satellite de reconnaissance           |
| 13 mai 1988 | Soyouz-U2     | Baïkonour         | Orbite basse           | Progress 36                 | Ravitaillement station spatiale       |
| 15 mai 1988 | Zenit-2       | Baïkonour         | Orbite basse           | Tselina-2                   | Satellite d'écoute électronique       |
| 17 mai 1988 | Ariane 2      | Kourou            | Orbite géostationnaire | Intelsat 513                | Satellite de télécommunications       |
| 18 mai 1988 | Soyouz-U-PVB  | Baïkonour         | Orbite basse           | Iantar-1KFT Kometa No. 9    | Satellite de reconnaissance           |
| 19 mai 1988 | Soyouz-U-PVB  | Baïkonour         | Orbite basse           | Zenit-8 Oblik               | Satellite de reconnaissance           |
| 21 mai 1988 | Proton-K/DM-2 | Baïkonour         | Orbite moyenne         | GLONASS Ouragan x 3 No. 39L | Satellites de navigation              |
| 26 mai 1988 | Molnia M      | Baïkonour         | Orbite de Molnia       | Molniya-3                   | Satellite de télécommunications       |
| 28 mai 1988 | Tsiklon-2     | Baïkonour         | Orbite basse           | US-P-U                      | Satellite de reconnaissance océanique |
| 30 mai 1988 | Tsiklon-3     | Baïkonour         | Orbite basse           | Geo-IK Musson No. 21        | Géodésie                              |
| 31 mai 1988 | Soyouz-U-PVB  | Baïkonour         | Orbite héliosynchrone  | Resurs-F1 14F43 No. 28      | Observation de la Terre               |

#### Juin
| Date         | Lanceur      | Base de lancement | Type                   | Charge utile      | Notes                            |
| 7 juin 1988  | Soyouz-U2    | Baïkonour         | Orbite basse           | Soyouz TM-5       | Relève équipage station spatiale |
| 11 juin 1988 | Soyouz-U-PVB | Baïkonour         | Orbite basse           | Zenit-8 Oblik     | Satellite de reconnaissance      |
| 14 juin 1988 | Tsiklon-3    | Baïkonour         | Orbite basse           | Tselina-D         | Satellite d'écoute électronique  |
| 15 juin 1988 | Ariane 4 4LP | Kourou            | Orbite géostationnaire | Météosat 3        | Satellite météorologique         |
| 15 juin 1988 | Ariane 4 4LP | Kourou            | Orbite haute           | AMSAT Phase III-C | Radio amateurs                   |
| 15 juin 1988 | Ariane 4 4LP | Kourou            | Orbite géostationnaire | PAS 1             | Satellite de télécommunications  |
| 16 juin 1988 | Scout G-1    | Vandenberg        | Orbite basse           | Nova 2            | Satellite de navigation          |
| 21 juin 1988 | Cosmos-3M    | Baïkonour         | Orbite basse           | Strela-2M         | Satellite de télécommunications  |
| 22 juin 1988 | Soyouz-U-PVB | Baïkonour         | Orbite basse           | Iantar-4K2 Kobalt | Satellite de reconnaissance      |
| 23 juin 1988 | Soyouz-U-PVB | Baïkonour         | Orbite basse           | Zenit-8 Oblik     | Satellite de reconnaissance      |

#### Juillet
| Date            | Lanceur      | Base de lancement | Type                   | Charge utile           | Notes                                            |
| 5 juillet 1988  | Tsiklon-3    | Baïkonour         | Orbite polaire         | Okean-O1 NKhM No. 5    | Satellite d'observation de la Terre              |
| 7 juillet 1988  | Soyouz-U-PVB | Baïkonour         | Orbite héliosynchrone  | Resurs-F1 14F43 No. 29 | Observation de la Terre                          |
| 7 juillet 1988  | Proton-K/D-2 | Baïkonour         | Orbite héliocentrique  | Phobos 1               | Sonde martienne                                  |
| 9 juillet 1988  | Soyouz-U-PVB | Baïkonour         | Orbite basse           | Iantar-4KS1 Terilen    | Satellite de reconnaissance ; Échec du lancement |
| 12 juillet 1988 | Proton-K/D-2 | Baïkonour         | Orbite héliocentrique  | Phobos 2               | Sonde martienne                                  |
| 13 juillet 1988 | ASLV         | Satish Dhawan     | Orbite basse           | SROSS-B                | Satellite technologique ; Échec du lancement     |
| 14 juillet 1988 | Cosmos-3M    | Baïkonour         | Orbite basse           | Vektor                 | Calibration radar                                |
| 18 juillet 1988 | Soyouz-U2    | Baïkonour         | Orbite basse           | Progress 37            | Ravitaillement station spatiale                  |
| 18 juillet 1988 | Cosmos-3M    | Baïkonour         | Orbite basse           | Parus                  | Satellite de navigation militaire                |
| 21 juillet 1988 | Ariane 3     | Kourou            | Orbite géostationnaire | INSAT-1C (en)          | Satellite de télécommunications                  |
| 21 juillet 1988 | Ariane 3     | Kourou            | Orbite géostationnaire | Eutelsat I F-5         | Satellite de télécommunications                  |
| 26 juillet 1988 | Tsiklon-3    | Baïkonour         | Orbite polaire         | Meteor-3               | Satellite météorologique                         |
| 27 juillet 1988 | Soyouz-U-PVB | Baïkonour         | Orbite héliosynchrone  | Resurs-F1 14F43 No. 30 | Observation de la Terre ; Échec du lancement     |
| 28 juillet 1988 | Cosmos-3M    | Baïkonour         | Orbite basse           | Taifun                 | Calibration radar                                |

#### Août
| Date          | Lanceur          | Base de lancement | Type                   | Charge utile          | Notes                                      |
| 1er août 1988 | Proton-K/DM-2    | Baïkonour         | Orbite géostationnaire | Potok No. 16L         | Satellite de télécommunications militaires |
| 5 août 1988   | Longue Marche 2C | Jiuquan           | Orbite basse           | FSW-1 RV              | Satellite de reconnaissance                |
| 8 août 1988   | Soyouz-U-PVB     | Baïkonour         | Orbite basse           | Zenit-8 Oblik         | Satellite de reconnaissance                |
| 12 août 1988  | Molnia M         | Baïkonour         | Orbite de Molnia       | Molniya-1             | Satellite de télécommunications            |
| 16 août 1988  | Soyouz-U-PVB     | Baïkonour         | Orbite basse           | Iantar-4K2 Kobalt     | Satellite de reconnaissance                |
| 18 août 1988  | Proton-K/DM-2    | Baïkonour         | Orbite géostationnaire | Gorizont No. 28L      | Satellite de télécommunications            |
| 23 août 1988  | Soyouz-U-PVB     | Baïkonour         | Orbite basse           | Zenit-8 Oblik         | Satellite de reconnaissance                |
| 23 août 1988  | Soyouz-U-PVB     | Baïkonour         | Orbite héliosynchrone  | Resurs-F2 17F42 No. 2 | Observation de la Terre                    |
| 25 août 1988  | Scout G-1        | Vandenberg        | Orbite basse           | Transit-O x 2         | Satellites de navigation                   |
| 29 août 1988  | Soyouz-U2        | Baïkonour         | Orbite basse           | Soyouz TM-6           | Relève équipage station spatiale           |
| 30 août 1988  | Molnia M         | Baïkonour         | Orbite de Molnia       | Oko                   | Satellite d'alerte précoce                 |

#### Septembre
| Date              | Lanceur                     | Base de lancement      | Type                   | Charge utile                | Notes                                      |
| 2 septembre 1988  | Titan 34D/Transtage         | Cape Canaveral         | Orbite haute           | Vortex 12                   | Écoute électronique                        |
| 5 septembre 1988  | Titan II SLV                | Vandenberg             | Orbite basse           | P-11 51xx                   | Satellite d'écoute électronique            |
| 6 septembre 1988  | Soyouz-U-PVB                | Baïkonour              | Orbite basse           | Zenit-8 Oblik               | Satellite de reconnaissance                |
| 6 septembre 1988  | Longue Marche 4             | Taiyuan                | Orbite héliosynchrone  | Feng-Yun 1A                 | Satellite météorologique                   |
| 8 septembre 1988  | Ariane 3                    | Kourou                 | Orbite géostationnaire | Gstar 3                     | Satellite de télécommunications            |
| 8 septembre 1988  | Ariane 3                    | Kourou                 | Orbite géostationnaire | SBS 5                       | Satellite de télécommunications            |
| 9 septembre 1988  | Soyouz-U-PVB                | Baïkonour              | Orbite héliosynchrone  | Resurs-F1 14F43 No. 31      | Observation de la Terre                    |
| 9 septembre 1988  | Soyouz-U2                   | Baïkonour              | Orbite basse           | Progress 38                 | Ravitaillement station spatiale            |
| 15 septembre 1988 | Soyouz-U-PVB                | Baïkonour              | Orbite basse           | Iantar-4K2 Kobalt           | Satellite de reconnaissance                |
| 16 septembre 1988 | Proton-K/DM-2               | Baïkonour              | Orbite moyenne         | GLONASS Ouragan x 3 No. 42L | Satellites de navigation                   |
| 16 septembre 1988 | H-1                         | Tanegashima            | Orbite géostationnaire | Sakura 3B                   | Satellite de télécommunications            |
| 19 septembre 1988 | Shavit                      | Palmachim              | Orbite basse           | Ofek-1                      | Satellite de reconnaissance                |
| 22 septembre 1988 | Soyouz-U-PVB                | Baïkonour              | Orbite basse           | Zenit-8 Oblik               | Satellite de reconnaissance                |
| 24 septembre 1988 | Atlas E                     | Vandenberg             | Orbite héliosynchrone  | NOAA 11                     | Satellite météorologique                   |
| 29 septembre 1988 | Molnia M                    | Baïkonour              | Orbite de Molnia       | Molniya-3                   | Satellite de télécommunications            |
| 29 septembre 1988 | Navette spatiale américaine | Centre spatial Kennedy | Orbite basse           | Navette Discovery (STS-26)  |                                            |
| 29 septembre 1988 | Navette spatiale américaine | Centre spatial Kennedy | Orbite géostationnaire | TDRS 3                      | Satellite de télécommunications de la NASA |

#### Octobre
| Date            | Lanceur       | Base de lancement | Type                   | Charge utile  | Notes                                      |
| 3 octobre 1988  | Molnia M      | Baïkonour         | Orbite de Molnia       | Oko           | Satellite d'alerte précoce                 |
| 11 octobre 1988 | Tsiklon-3     | Baïkonour         | Orbite basse           | Tselina-D     | Satellite d'écoute électronique            |
| 13 octobre 1988 | Soyouz-U-PVB  | Baïkonour         | Orbite basse           | Zenit-8 Oblik | Satellite de reconnaissance                |
| 20 octobre 1988 | Proton-K/DM-2 | Baïkonour         | Orbite géostationnaire | Raduga Gran   | Satellite de télécommunications militaires |
| 25 octobre 1988 | Molnia M      | Baïkonour         | Orbite de Molnia       | Oko           | Satellite d'alerte précoce                 |
| 27 octobre 1988 | Soyouz-U-PVB  | Baïkonour         | Orbite basse           | Zenit-8 Oblik | Satellite de reconnaissance                |
| 28 octobre 1988 | Ariane 2      | Kourou            | Orbite géostationnaire | TDF 1         | Télécommunications                         |

#### Novembre
| Date             | Lanceur      | Base de lancement | Type           | Charge utile        | Notes                                                                              |
| 6 novembre 1988  | Titan 34D    | Vandenberg        | Orbite polaire | KH-11               | Satellite de reconnaissance optique                                                |
| 11 novembre 1988 | Soyouz-U-PVB | Baïkonour         | Orbite basse   | Iantar-4KS1 Terilen | Satellite de reconnaissance ; Échec du lancement                                   |
| 15 novembre 1988 | Energiya     | Baïkonour         | Orbite basse   | Bourane             | Premier et dernier vol orbital de Bourane, vaisseau le plus complexe jamais lancé. |
| 18 novembre 1988 | Tsiklon-2    | Baïkonour         | Orbite basse   | US-P-M              | Satellite de reconnaissance océanique                                              |
| 23 novembre 1988 | Zenit-2      | Baïkonour         | Orbite basse   | Tselina-2           | Satellite d'écoute électronique                                                    |
| 24 novembre 1988 | Soyouz-U-PVB | Baïkonour         | Orbite basse   | Zenit-8 Oblik       | Satellite de reconnaissance                                                        |
| 26 novembre 1988 | Soyouz-U2    | Baïkonour         | Orbite basse   | Soyouz TM-7         | Relève équipage station spatiale                                                   |
| 30 novembre 1988 | Soyouz-U-PVB | Baïkonour         | Orbite basse   | Zenit-8 Oblik       | Satellite de reconnaissance                                                        |

#### Décembre
| Date             | Lanceur                     | Base de lancement      | Type                   | Charge utile              | Notes                                     |
| 2 décembre 1988  | Navette spatiale américaine | Centre spatial Kennedy | Orbite basse           | Navette Atlantis (STS-27) |                                           |
| 2 décembre 1988  | Navette spatiale américaine | Centre spatial Kennedy | Orbite basse           | Lacrosse                  | Satellite de reconnaissance radar         |
| 8 décembre 1988  | Soyouz-U-PVB                | Baïkonour              | Orbite basse           | Zenit-8 Oblik             | Satellite de reconnaissance               |
| 10 décembre 1988 | Proton-K/DM-2               | Baïkonour              | Orbite géostationnaire | Ekran-M No. 12L           | Satellite de télécommunications           |
| 11 décembre 1988 | Ariane 4 4LP                | Kourou                 | Orbite géostationnaire | Skynet 4B                 | Satellite de télécommunications militaire |
| 11 décembre 1988 | Ariane 4 4LP                | Kourou                 | Orbite géostationnaire | Astra 1A                  | Satellite de télécommunications           |
| 16 décembre 1988 | Soyouz-U-PVB                | Baïkonour              | Orbite basse           | Iantar-4K2 Kobalt         | Satellite de reconnaissance               |
| 22 décembre 1988 | Longue Marche 3             | Xichang                | Orbite géostationnaire | DFH-2A                    | Satellite de télécommunications           |
| 22 décembre 1988 | Molnia M                    | Baïkonour              | Orbite de Molnia       | Molniya-3                 | Satellite de télécommunications           |
| 23 décembre 1988 | Tsiklon-3                   | Baïkonour              | Orbite basse           | Kol'tso                   | Calibration radar                         |
| 25 décembre 1988 | Soyouz-U2                   | Baïkonour              | Orbite basse           | Progress 39               | Ravitaillement station spatiale           |
| 28 décembre 1988 | Molnia M                    | Baïkonour              | Orbite de Molnia       | Molniya-1                 | Satellite de télécommunications           |
| 29 décembre 1988 | Soyouz-U-PVB                | Baïkonour              | Orbite basse           | Iantar-1KFT Kometa No. 10 | Satellite de reconnaissance               |

### Vols orbitaux

#### Par pays
| Pays             | Lancements | Succès | Échecs | Échecs partiels | Remarques |
| ---------------- | ---------- | ------ | ------ | --------------- | --------- |
| Chine            | 4          | 4      |        |                 |           |
| États-Unis       | 12         | 12     |        |                 |           |
| Europe           | 6          | 6      |        |                 |           |
| Inde             | 1          |        | 1      |                 |           |
| Israël           | 1          | 1      |        |                 |           |
| Japon            | 1          | 1      |        |                 |           |
| Union soviétique | 95         | 90     | 5      |                 |           |
| Total            | 120        | 114    | 6      |                 |           |

#### Par lanceur
| Lanceur          | Pays             | Lancements | Succès | Échecs | Échecs partiels | Remarques |
| ---------------- | ---------------- | ---------- | ------ | ------ | --------------- | --------- |
| Ariane 2         | Europe           | 1          | 1      |        |                 |           |
| Ariane 3         | Europe           | 3          | 3      |        |                 |           |
| Ariane 4         | Europe           | 2          | 2      |        |                 |           |
| ASLV             | Inde             | 1          |        | 1      |                 |           |
| Atlas            | États-Unis       | 2          | 2      |        |                 |           |
| Cosmos-3M        | Union soviétique | 7          | 7      |        |                 |           |
| Delta            | États-Unis       | 1          | 1      |        |                 |           |
| Energuia         | Union soviétique | 1          | 1      |        |                 |           |
| H-I              | Japon            | 1          | 1      |        |                 |           |
| Longue Marche 2C | Chine            | 1          | 1      |        |                 |           |
| Longue Marche 3  | Chine            | 2          | 2      |        |                 |           |
| Longue Marche 4  | Chine            | 1          | 1      |        |                 |           |
| Molnia           | Union soviétique | 11         | 11     |        |                 |           |
| Navette spatiale | États-Unis       | 2          | 2      |        |                 |           |
| Proton-K         | Union soviétique | 13         | 11     | 2      |                 |           |
| Scout G-1        | États-Unis       | 4          | 4      |        |                 |           |
| Shavit           | Israël           | 1          | 1      |        |                 |           |
| Soyouz-U         | Union soviétique | 45         | 42     | 3      |                 |           |
| Titan            | États-Unis       | 3          | 3      |        |                 |           |
| Tsiklon-2        | Union soviétique | 3          | 3      |        |                 |           |
| Tsiklon-3        | Union soviétique | 10         | 10     |        |                 |           |
| Vostok           | Union soviétique | 2          | 2      |        |                 |           |
| Zenit-2          | Union soviétique | 2          | 2      |        |                 |           |

#### Par site de lancement
| Site           | Pays             | Lancements | Succès | Échecs | Échecs partiels | Remarques |
| -------------- | ---------------- | ---------- | ------ | ------ | --------------- | --------- |
| Baïkonour      | Union soviétique | 95         | 90     | 5      |                 |           |
| Cape Canaveral | États-Unis       | 2          | 2      |        |                 |           |
| Jiuquan        | Chine            | 1          | 1      |        |                 |           |
| Kennedy        | États-Unis       | 2          | 2      |        |                 |           |
| Kourou         | France           | 6          | 6      |        |                 |           |
| Palmachim      | Israël           | 1          | 1      |        |                 |           |
| San Marco      | Italie           | 1          | 1      |        |                 |           |
| Satish Dhawan  | Inde             | 1          |        | 1      |                 |           |
| Taiyuan        | Chine            | 1          | 1      |        |                 |           |
| Tanegashima    | Japon            | 1          | 1      |        |                 |           |
| Vandenberg     | États-Unis       | 7          | 7      |        |                 |           |
| Xichang        | Chine            | 2          | 2      |        |                 |           |

#### Par type d'orbite
| Orbite                 | Lancements | Succès | Échecs | Orbite atteinte involontairement | Remarques                                                                             |
| ---------------------- | ---------- | ------ | ------ | -------------------------------- | ------------------------------------------------------------------------------------- |
| Basse                  |            |        |        |                                  |                                                                                       |
| Moyenne                |            |        |        |                                  |                                                                                       |
| Haute                  |            |        |        |                                  | dont Molnia, orbite de transfert vers la Lune, orbite elliptique à forte excentricité |
| Géosynchrone/transfert |            |        |        |                                  |                                                                                       |
| Héliocentrique         |            |        |        |                                  | dont orbite de transfert interplanétaire                                              |

## Survols et contacts planétaires
| Date | Sonde spatiale | Événement | Remarque |
| ---- | -------------- | --------- | -------- |
|      |                |           |          |

### Sources
- (en) Jonathan McDowell, « Jonathan's Space Report », Jonathan's Space Page
- (en) Gunter Krebs, « Chronology of Space Launches », Gunter's Space Page